# Yoba jezik
Yoba jezik (ISO 639-3: yob), jedan od tri izumrla austronezijska jezika oumske skupine koji su se govorili na Novoj Gvineji, provincija Central, Papua Nova Gvineja. Zajedno s jezicima Bina (austronezijski jezik) [bmn] i magori [zgr] činio je podskupinu magori, a govorio se sjevernije od magori jezika.
Yoba su još poznavala svega dva govornika u 2. polovici 20. stoljeća (1981 Wurm & Hattori).

## Vanjske poveznice
- Ethnologue (14th)
- Ethnologue (15th)